# Иманта
И́манта (латыш. Imanta) — спальный район в западной части города Риги, расположенный на левом берегу реки Даугава, в Курземском районе. Находится севернее железнодорожной линии Рига — Тукумс.
До начала XX века на территории Иманты располагались усадьбы Анненгоф (Анниньмуйжа, латыш. Anniņmuiža), Гросс-Дамменгоф (латыш. Lielā Dammes muiža), Клейн-Дамменгоф (латыш. Mazā Dammes muiža).
Регулярная жилая застройка ведётся с конца 1920-х годов (тогда существовал кооператив «Иманта»). Поначалу строились двухэтажные дома, а в 1950-х годах — индивидуальные односемейные.
С 1960-х годов застраивался типовыми домами серии 464А (5 этажей) и 602 (9 этажей). В 1967 году был разработан план Иманты, предусматривающий строительство пяти микрорайонов — Иманта-1, Иманта-2, Иманта-3, Иманта-4, Иманта-5, и лесопарка. В XXI веке район пополнился рядом новостроек, в числе которых жилые проекты Citizen (лучший проект Риги 2005 года), Solaris, Metropolia, Imantas perle, Dammes Liepas и другие.

## Достопримечательности
- Памятники: Судрабкалныньш
- Учебные заведения: Рижская Имантская средняя школа, Рижская 96 средняя школа, Рижская Оствальдская средняя школа.

## Транспорт

#### Трамвай
№ 1: Иманта - Югла

#### Автобус
№ 21: Иманта - Югла
№ 37, 41: Иманта - Эспланада
№ 46: Зиепниеккалнс - Золитуде
№ 4: Улица Абренес - Пиньки
№ 36: Иманта - Вакарбулли
№ 63: Межциемс - Шампетерис

## Галерея

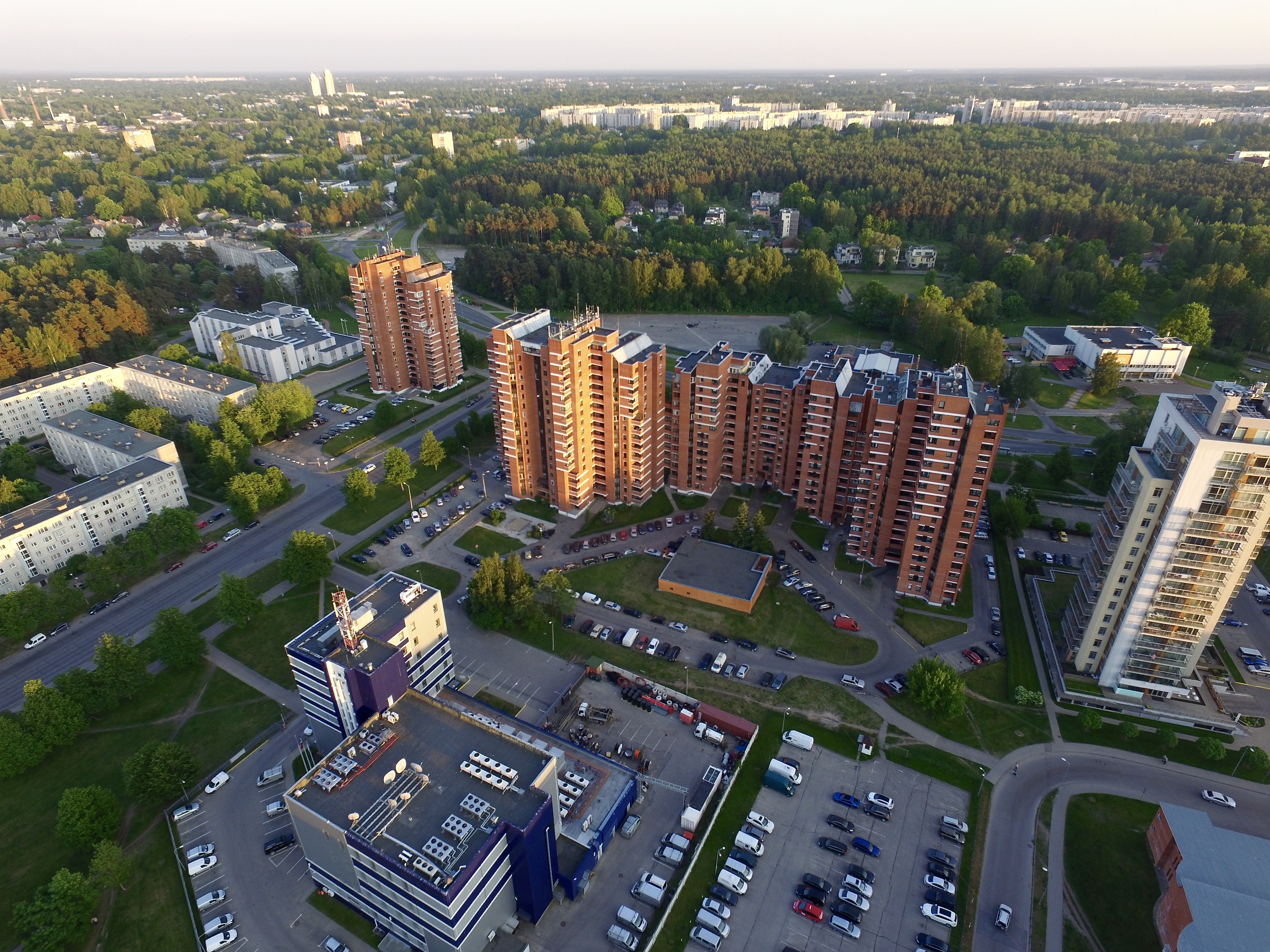
Панорама Иманты
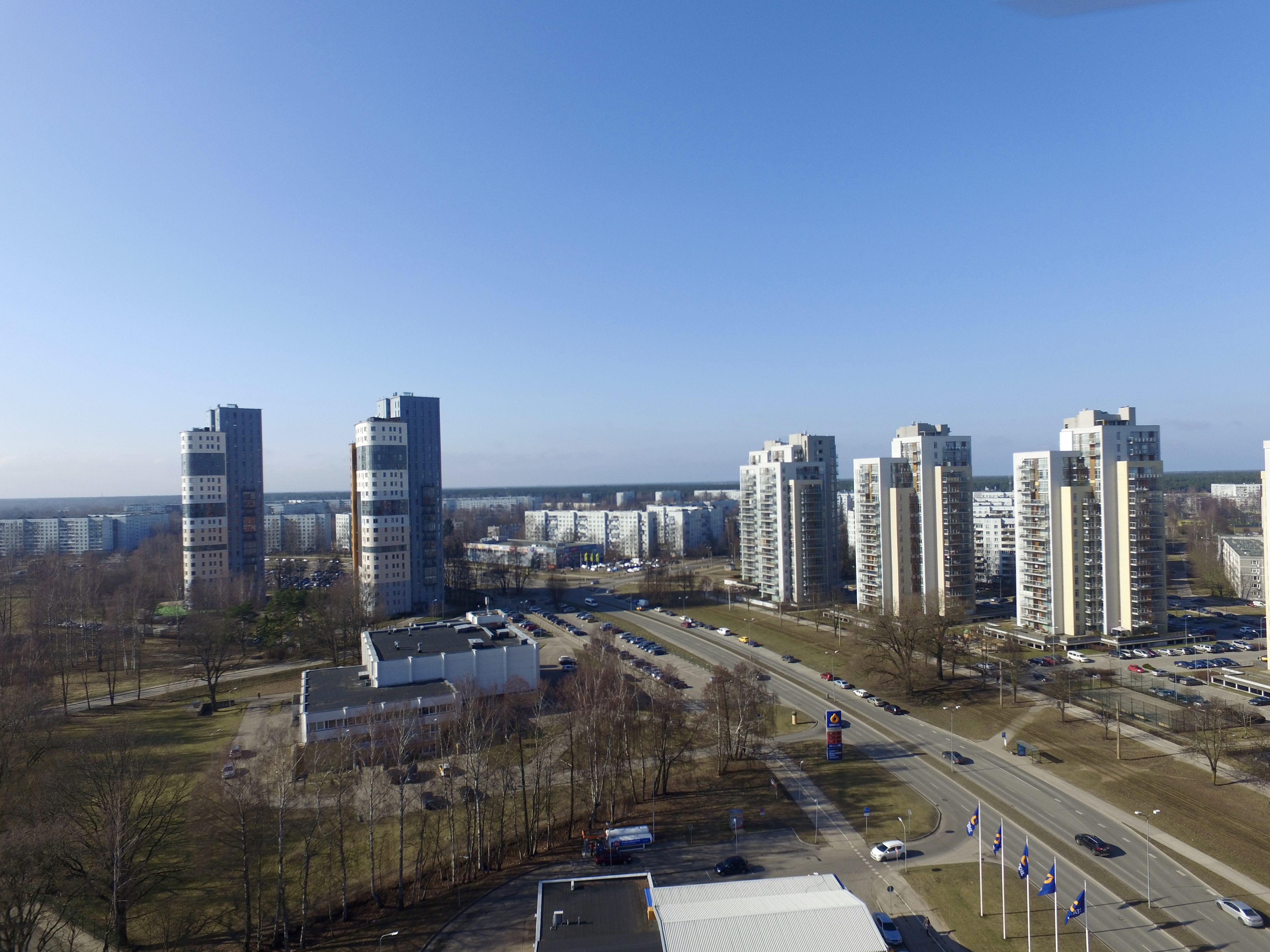
Панорама Иманты
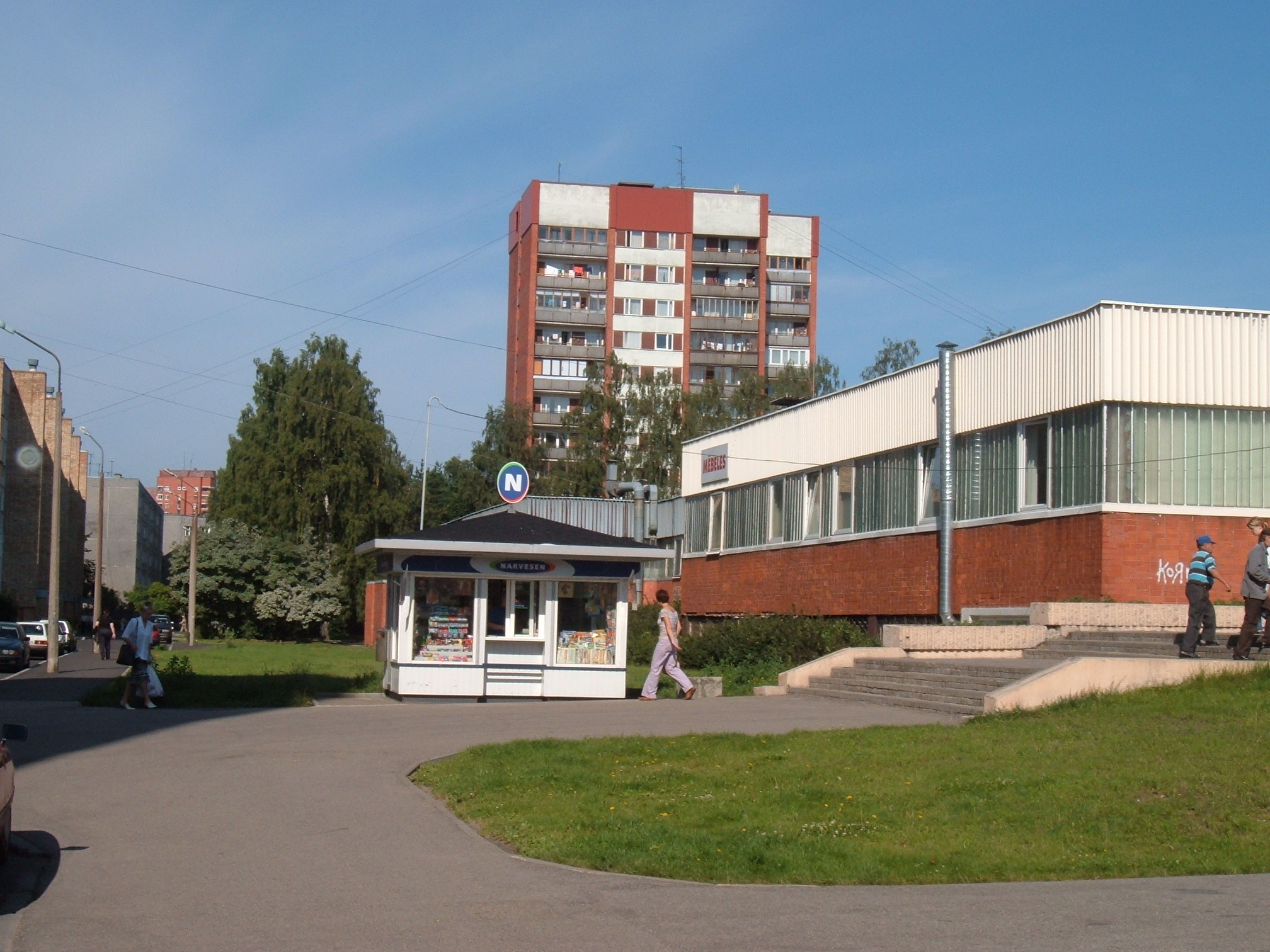
Иманта-2
Мемориал на горке Судрабкалныньш
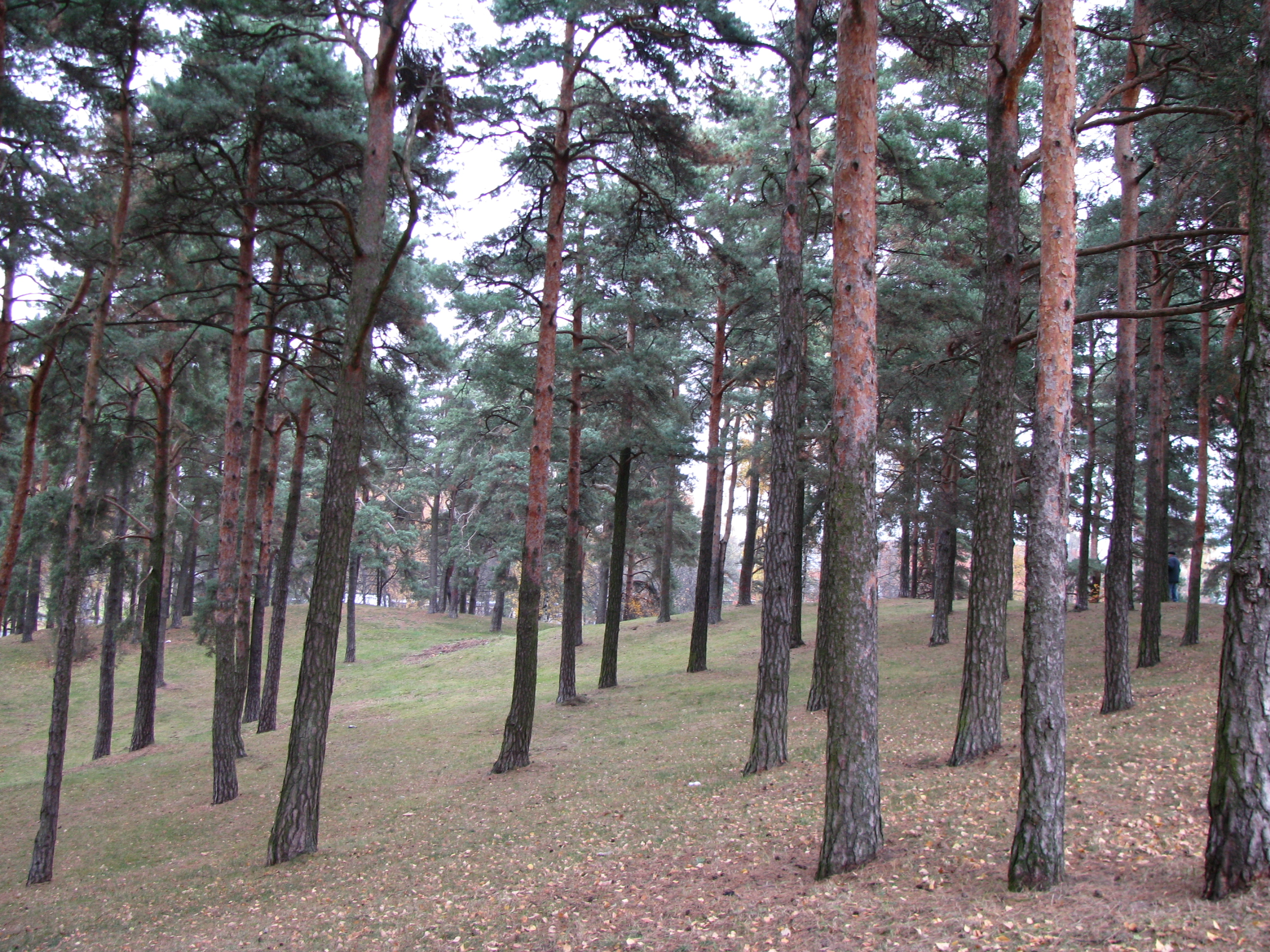
Судрабкалныньш (Серебряная горка)
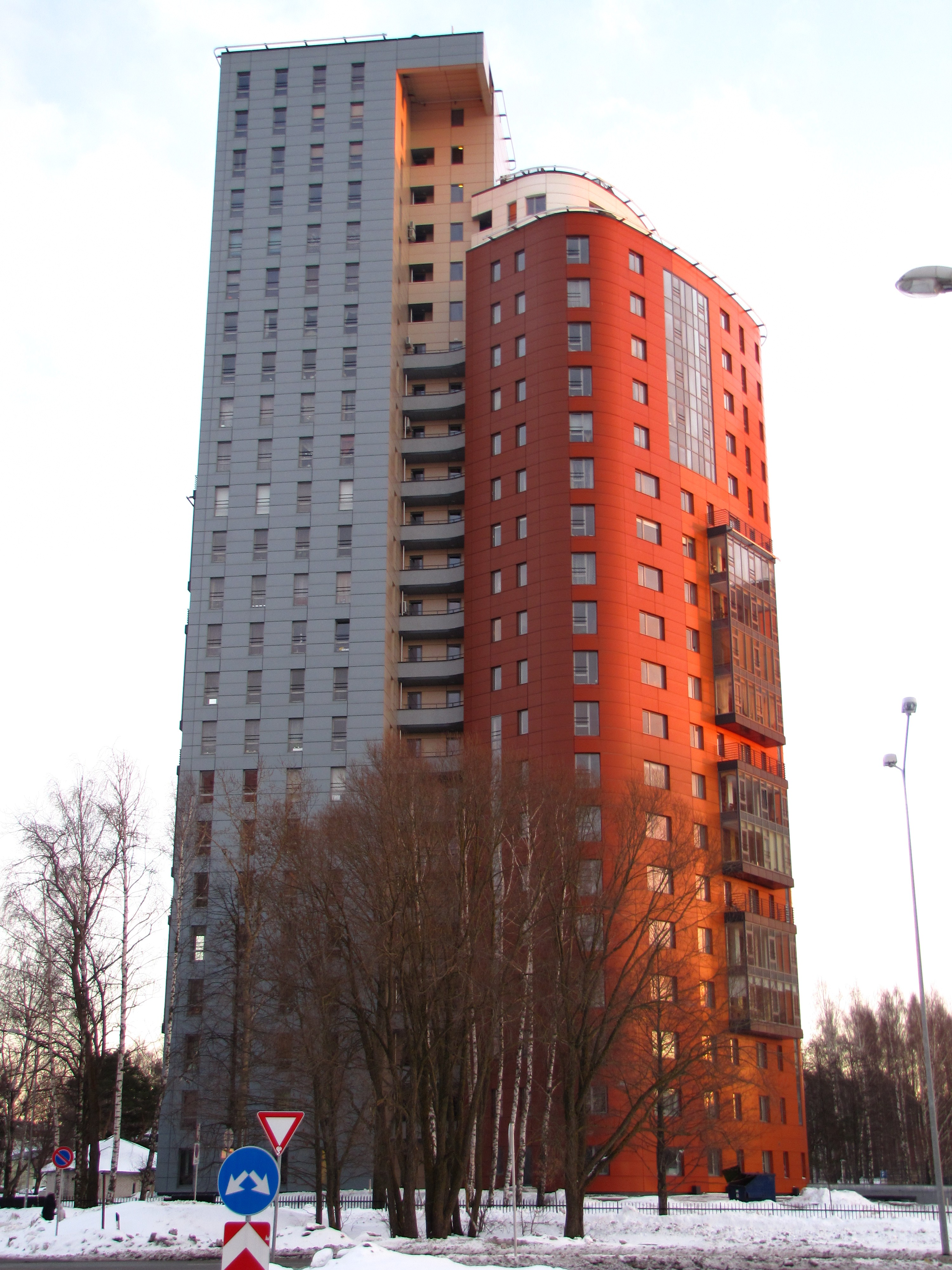
Жилой дом в Иманте
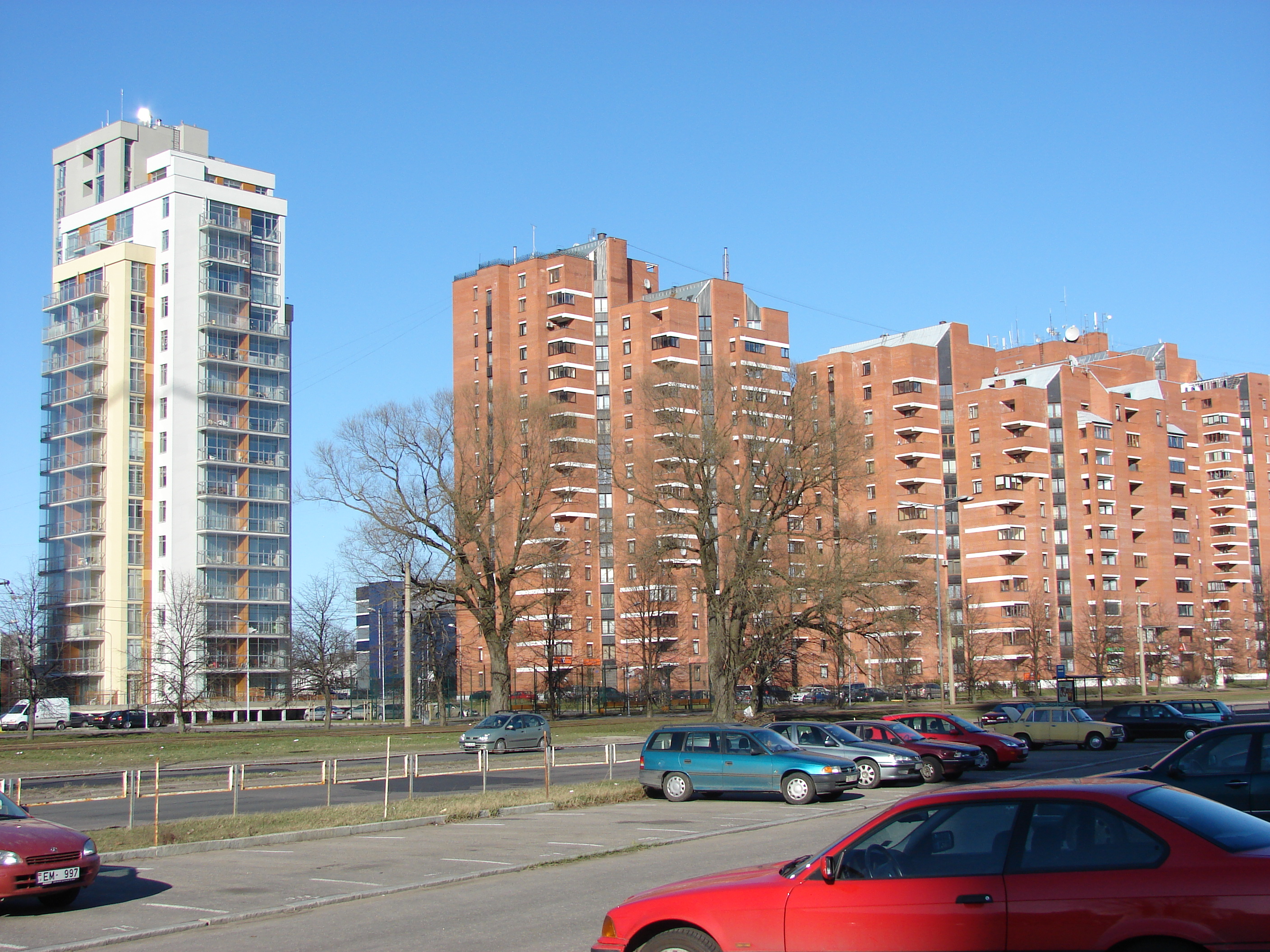
Жилые дома в Иманте
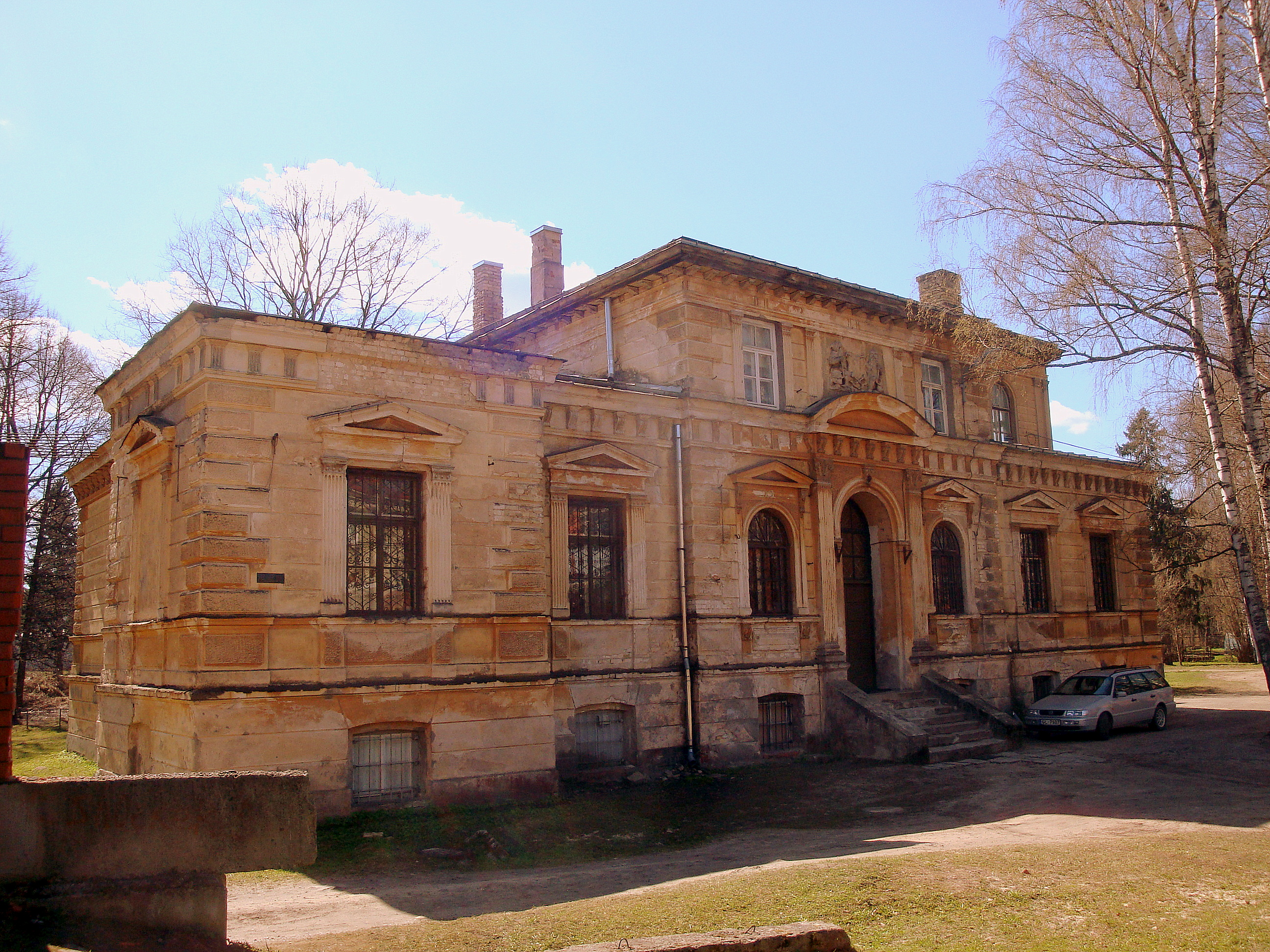
Бывшее имение Анненгоф (Анниньмуйжа)
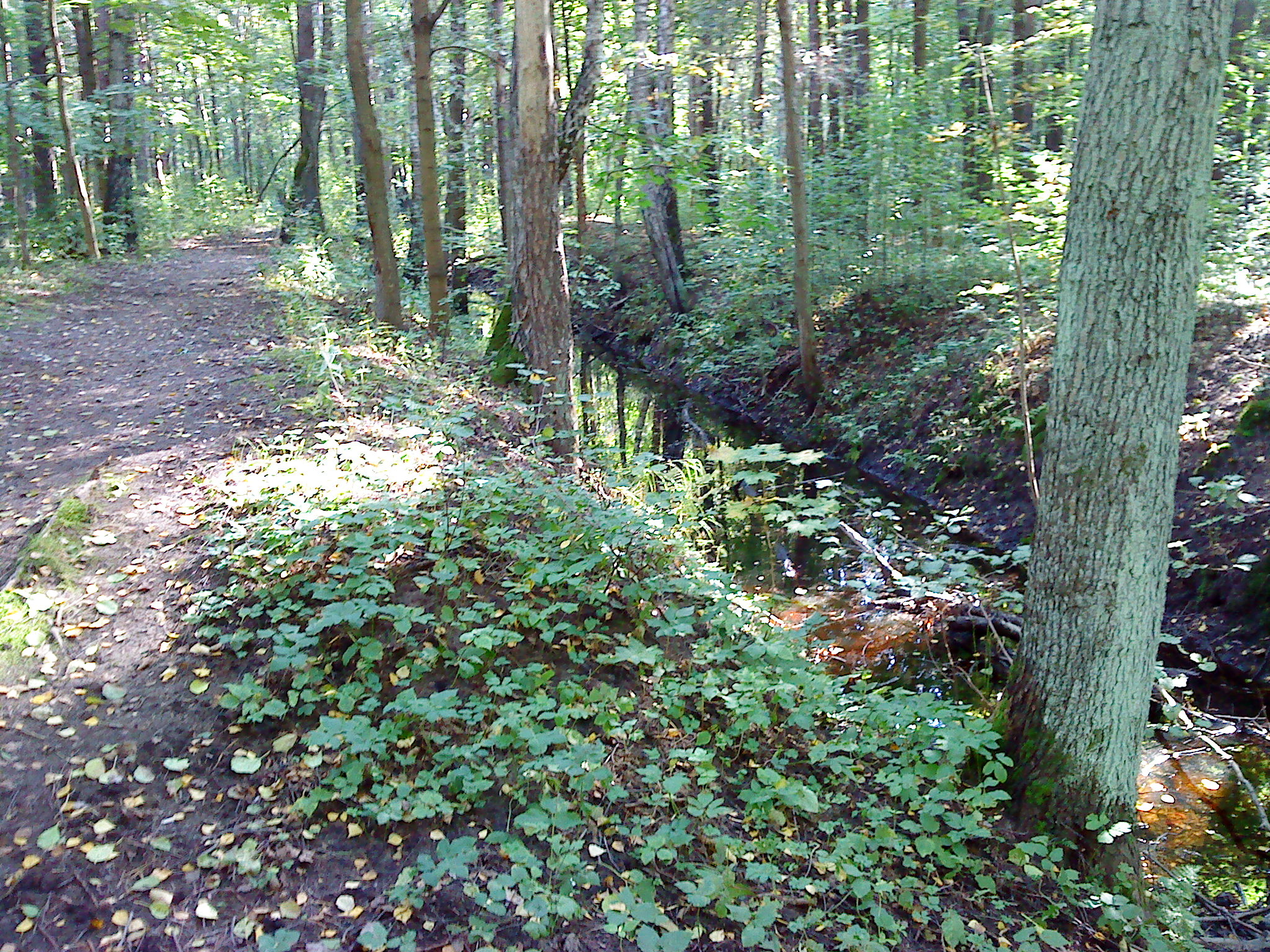
Парк Анниньмуйжас в Иманте
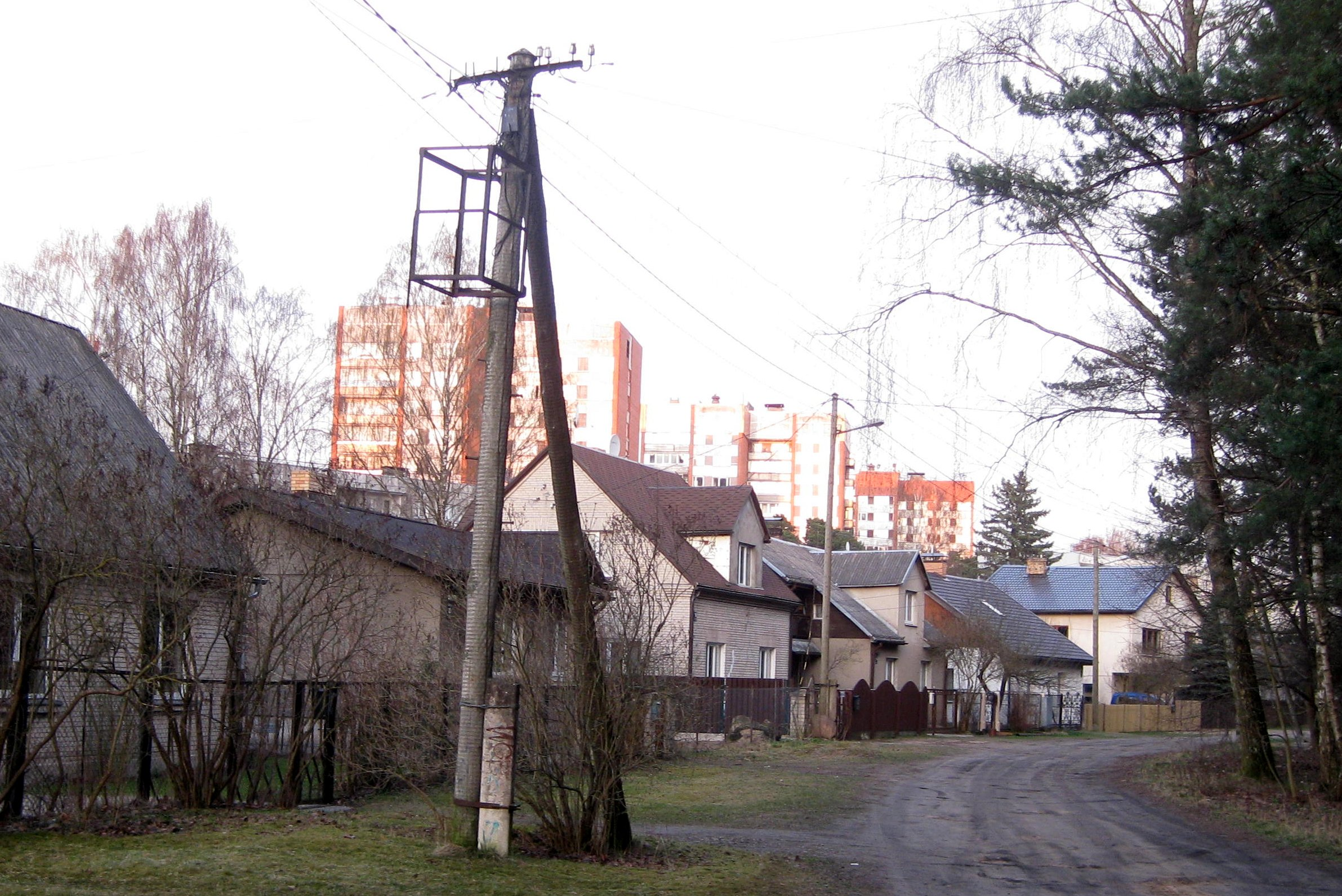
Индивидуальная жилая застройка в Иманте